# Reginald Rose
Reginald Rose (Nueva York, Nueva York; 10 de diciembre de 1920 - Norwalk, Connecticut, 19 de abril de 2002) fue un escritor y guionista estadounidense.

## Biografía
Rose nació en uno de los distritos metropolitanos de Nueva York. Cursó estudios en Townsend High School y asistió un breve tiempo al City College (ahora parte de la Universidad de Nueva York). 
Entre 1942 y 1946 sirvió en el ejército, donde alcanzó el grado de primer teniente.
Tomó relevancia en su actividad de escritura de guiones para la televisión en la década de los años 1950. En su trabajo tienen gran importancia las cuestiones sociales y políticas controvertidas, las cuales plantea de manera clara y directa. Su enfoque fue fundamental para el desarrollo de la escuela dramática para la televisión. Una de las obras más conocidas y que mayor influencia tuvieron en televisión, cine y teatro, con muchísimas versiones, es Twelve Angry Men (1954), conocida en castellano como Doce hombres sin piedad o Doce hombres en pugna, donde expone la complejidad de las personas al rechazar sus sentimientos para poder ser objetivos.
Se casó con Barbara Langbart en 1943, matrimonio del que tuvo cuatro hijos. En 1963 contrajo matrimonio con Ellen McLaughlin, con quien tuvo dos hijos. Murió debido a complicaciones cardíacas.

## Su obra

### Para televisión
En los años 1950 hizo guiones para televisión. Participó en el programa de la CBS Studio One, donde ya en 1950 se produjo su primer trabajo, Autobús a ninguna parte. Sería para ese programa cuando escribirá Twelve Angry Men, que se estrenó el 20 de septiembre de 1954. Un año después él mismo haría la versión para teatro y, en 1957, Sidney Lumet dirigiría la versión cinematográfica.
Rose recuerda cómo surgió la obra:

Era un escenario tan impresionante y solemne, instalado en una gran sala de audiencias con paneles de madera, con un juez de pelo canoso, que me dejó sin palabras. Estaba abrumado. Formaba parte del jurado en un caso de homicidio involuntario, y nos vimos envueltos en una discusión tremenda y furiosa de ocho horas en la sala del jurado. Por aquel entonces tenía que escribir dramas de una hora para Studio One, y pensé: «¡Vaya, esto es el escenario perfecto para un drama!».
Reginald Rose

Este trabajo le valió un premio Emmy y una nominación a los premios Óscar por la versión cinematográfica.
Entre 1950 y 1980 escribió para las tres principales cadenas de televisión de Estados Unidos. En 1961 escribió la serie de TV Los defensores, con la que obtendría dos premios Emmy.
En 1963 realizó el capítulo correspondiente a Horacio Ford para la serie Twilight Zone, en el que exponía cómo el pasado siempre es glorificado debido a la represión y la autocensura de los aspectos negativos: si recordamos los buenos tiempos se nos olvidan los malos. La adaptación para televisión había aparecido en un episodio de Studio one de 1955. El episodio se emitió el 18 de abril de 1963 en la CBS y fue el episodio 15.º de la 4.ª temporada.

### Cine
En 1956 escribió el guion cinematográfico Crime in the Streets, sobre la violencia juvenil. Fue dirigida por Don Siegel y estaba basada en un trabajo anterior que había hecho Rose para TV. De la misma forma participó en 1957 en 12 Angry Men, versión cinematográfica de su episodio para Studio One.
Con el productor británico Euan Lloyd trabajó en cuatro películas:
- Los gansos salvajes (The wild geese, 1978)
- Los lobos de mar (The sea wolves, 1980)
- Quien se atreve triunfa (Who dare wins, 1982)
- Wild Geese II, 1985

### Algunos otros títulos
- The Porcelain Year, 1950.
- Twelve Angry Men, (Doce hombres sin piedad / Doce hombres en pugna), 1954.
- Black Monday, 1962.
- Dear Friends, 1968.
- This Agony, This Triumph, 1972.

## Premios y distinciones
Premios Óscar
| Año  | Categoría            | Película                | Resultado |
| ---- | -------------------- | ----------------------- | --------- |
| 1958 | Mejor película       | Doce hombres sin piedad | Nominado  |
| 1958 | Mejor guion adaptado | Doce hombres sin piedad | Nominado  |